# Salindres
Salindres is een gemeente in het Franse departement Gard (regio Occitanie). De plaats maakt deel uit van het arrondissement Alès. Salindres telde op 1 januari 2022 3.648 inwoners.

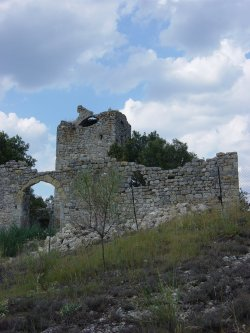
Becameltoren, overblijfsel van een adellijk kasteel uit de 12e eeuw en later gebruikt als signaaltoren
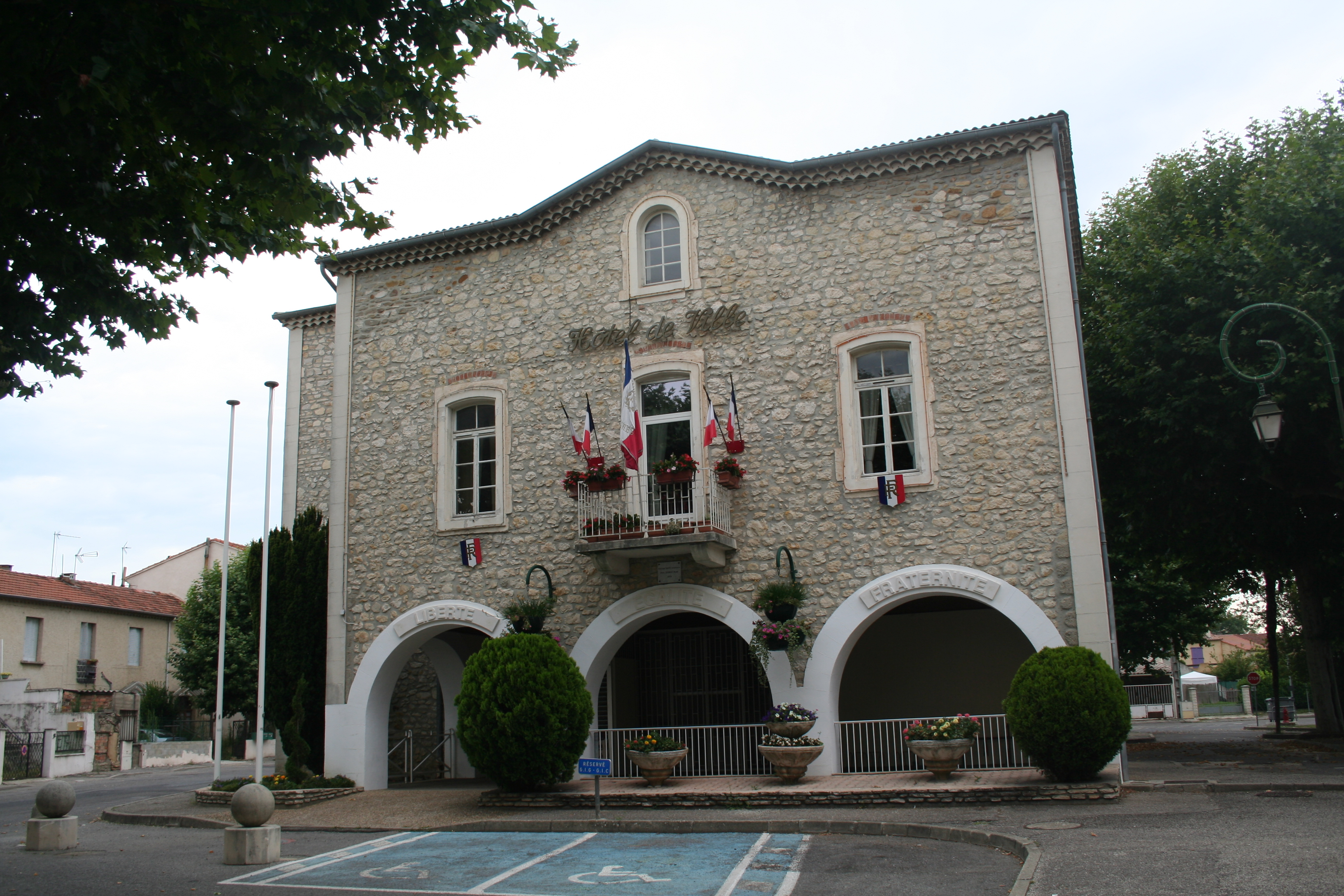
Gemeentehuis

## Geografie
De oppervlakte van Salindres bedroeg op 1 januari 2022 11,53 vierkante kilometer; de bevolkingsdichtheid was toen 316,4 inwoners per km².

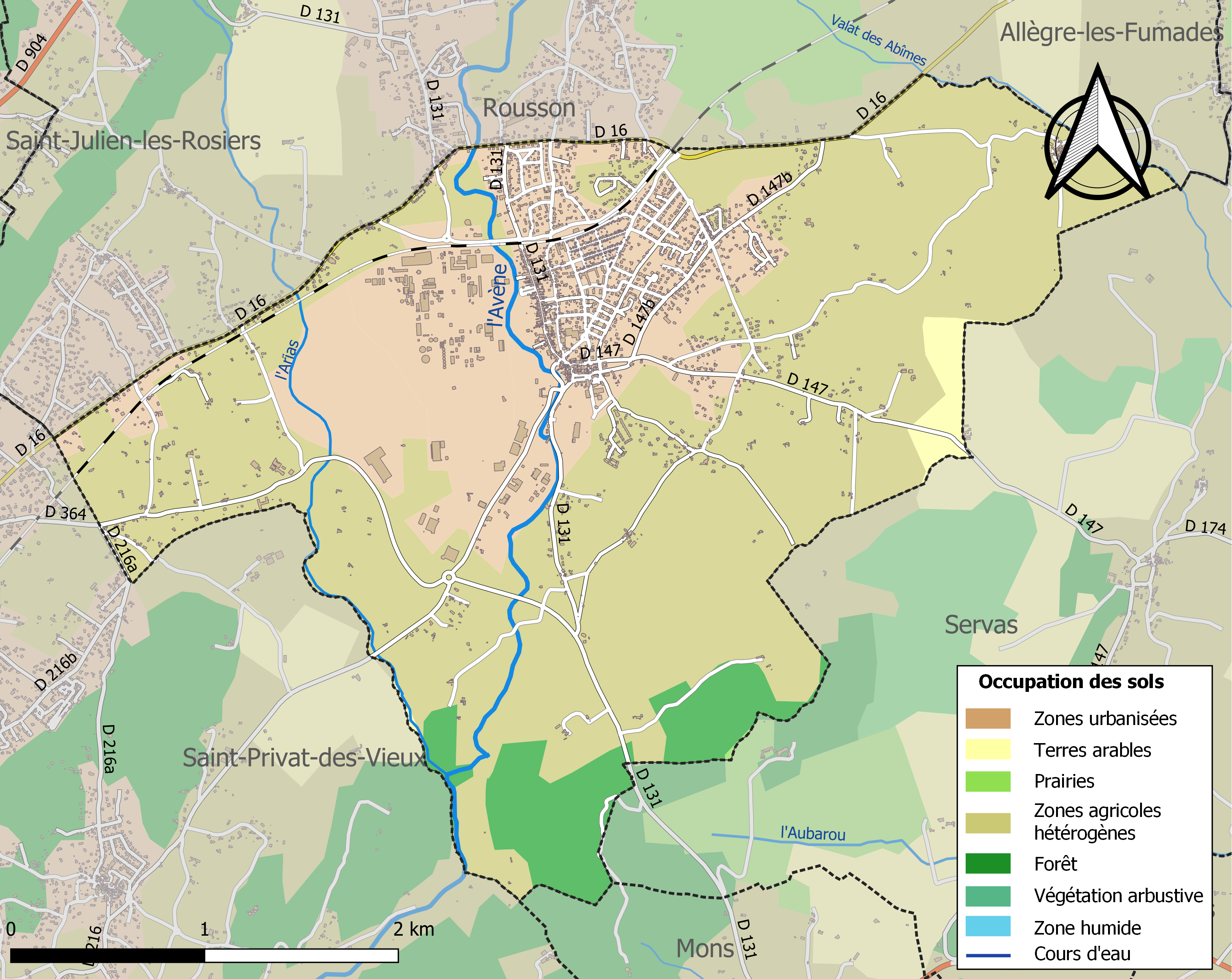
Kaart van de gemeente met belangrijkste infrastructuur, bodemgebruik en omliggende gemeenten

## Demografie
Onderstaande figuur toont het verloop van het inwonertal (bron: INSEE-tellingen).